# ペンネント
ペンネントとは、旧日本海軍の兵用軍帽前章・海上自衛隊の海士用制帽前章の俗称である。水兵帽の鉢巻きの部分に巻いて用いる。

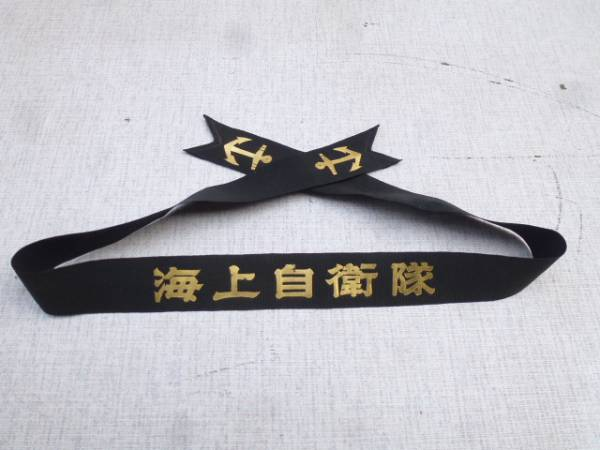
ペンネント

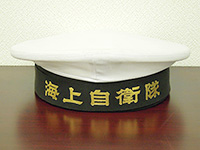
海士制帽

## 概要
英語では「Tally」と呼ばれる。「Tally」は船員が所属する船や組織名が記載されたリボンであり、各国の海軍や民間船で使用されている。日本における俗称の語源は英語のペナント(pennant)である。

### 日本海軍
材質は絹、黒色の八丈織りのリボンであり、両端に錨の意匠が付き、向かって右から左に自身の所轄長の所属部隊の名称が書かれている。
所属部隊が書かれた物の他に「大日本帝国海軍」のペンネントがすべての兵へ常時貸与されていた。また数字は漢数字を用いる。
潜水艦や駆逐艦などは所轄長は艦長ではなく、隊司令であるためペンネントの金文字は「隊名」(大日本第○駆逐隊など)が記されていることが多いが、状況により個々の艦名が記される場合もあった。
旧海軍においては、礼装用として金モールで刺繍した物(大正4年廃止)と、通常用として金箔を押した物とが存在した。なお通常用の文字は当初、金箔押であったが1937年(昭和12年)の大蔵省令「金使用規則」に基づき、翌1938年(昭和13年)に真鍮箔に変更されたという。その後、「大日本帝国海軍」のペンネントに統一された際に黄色の糸の刺繍に変更された。
また非公式ではあるが訓練航海等の際に贈答用(交換用)として黒色以外の色を用いたペンネントも存在する。
その運用は、一例をあげると兵が人事異動によって、戦艦霧島を退艦し、海軍経理学校に入校を命じられた場合、退艦の際に、常に所有している「大日本帝国海軍」のペンネントに交換し、貸与されていた「大日本軍艦霧島」のペンネントを返還する。次に、経理学校に着任すると「海軍経理学校」のペンネントを一枚貸与され、ただちに軍帽に付け替えるとなる。
1943年（昭和18年）以降は、防諜を理由にして「大日本帝国海軍」のペンネントに統一された。

#### 沿革
- 1887年(明治20年)8月26日(達第321号)

　・艦名の下に「號」を付けることを取止め
- 1890年(明治23年)1月10日(達第10号)

　・練習艦に乗艦中の練習生及び練習中の者は練習艦の名を附し、機関学校に在校の練習生は「横須賀海兵団」の帽章を着用
- 1898年明治31年8月25日(官房第3396号)

　・鎮守府軍港部付下士卒は当該鎮守府軍港部の名を記す
- 1900年(明治33年)6月7日(達第94号)

1. 達第10号、官房第3396号廃止
2. 軍艦、海兵団、水雷団、要港部、港務部、予備艦部、諸学校、諸練習所に在籍する者は練習等のため一時的に在籍であるに係わらず、艦団部校所の名称を記す
3. 外諸官庁にある者は当該海兵団の名称を記す

- 1905年(明治38年)2月14日(達第16号)

　　・潜水艇隊に所属する者は当該潜水艇隊の名を記す
- 1905年(明治38年)12月15日(達第190号)

　　・駆逐隊司令部付及び駆逐艦に在籍する者は乗組みの駆逐艦の名を記す。但し、当分の内は軍艦名を記したものの使用可能
- 1907年(明治40年)6月29日(達第74号)

1. 達第190号廃止
2. 軍艦、海兵団、水雷団、要港部、駆逐隊、艇隊、潜水艇隊、敷設隊、港務部、予備艦部、病院(看護練習所含む)、諸学校に在籍する者は練習等のため一時的に在籍であるに係わらず、艦団部隊校の名称を記す
3. 外諸官庁並びに運送船、病院船、工作船等に在籍する者は当該海兵団名を記す
4. 部隊に編成されない駆逐艦、水雷艇は所属の団校等名を記す。
5. 但し、駆逐隊、艇隊、敷設隊等においては当分の内は在来品の混用を認める

- 1909年(明治42年)2月25日(達第23号)

　・達第74号の「敷設隊」の次に「防備隊」を加える
- 1913年(大正2年)4月1日(達第69号)

1. 軍艦、海兵団、要港部、駆逐隊、艇隊、潜水艇隊、防備隊、港務部、病院(看護練習所含む)、諸学校に在籍する者は定員、補欠員、練習生に関わらず当該艦団部隊院校の名称を記す
2. 諸官庁、運送船、工作船、戦時特設船舶部隊、未成艦艇所属の者は在籍鎮守府所属海兵団の名を記す
3. 駆逐隊を編成しない駆逐艦は駆逐艦の名称を用いる
4. 新たに新設された防備隊所属の者は当分の内は元所属の水雷団、敷設隊のものを用いることができる
5. 達第74号廃止

- 1915年(大正4年)11月2日(達第163号)

　・海軍服装令施行細則改定　第13条
1. 軍艦(未成艦含む)、駆逐艦(駆逐隊を編成しない場合に限る)、運送船、工作船は艦船名
2. 駆逐艦(駆逐隊を編成する場合)、水雷艇、潜水艇乗組みは隊名
3. 海兵団、要港部、防備隊、港務部、病院勤務(補欠員、練習生含む)は団部隊院名
4. 学校勤務者、練習生は学校名
5. 3以外の官衛部隊、軍艦以外の未成艦船並び戦時特設艦船部隊に乗組みまたは勤務する場合は在籍鎮守府海兵団名

- 1918年(大正7年)11月14日(達第204号)

　・海軍服装令施行細則改定　第13条第1号　運送船、工作船を特務船に改める
- 1919年(大正8年)4月14日(達第68号)

　・海軍服装令施行細則改定　第13号第2号　潜水艇を潜水艦に改める
- 1921年(大正10年)1月17日(達第9号)

　・海軍服装令施行細則改定　第13条第1号　特務船を特務艦に改める
- 1924年(大正13年)8月4日(達第94号)

　・海軍服装令施行細則改定　第13条第1号から第3号
1. 軍艦(未成艦含む)、駆逐隊、潜水隊、掃海隊、特務艦乗組みの場合は艦隊名
2. 隊を編成しない駆逐艦、潜水艦、掃海艇(海軍大臣の指定するものに限る)は艦艇名
3. 要港部、海兵団、防備隊、海軍航空隊、海軍港務部、海軍無線電信所、海軍病院に勤務する場合は部団隊所院名

- 1925年(大正14年)7月28日(達第105号)

1. 伊号第52潜水艦単艦のまま艦隊編入中は海軍服装令施行細則第13条に基づく
2. 7月10日より適用

- 1925年(大正14年)11月15日(達第147号)

　・第27号駆逐艦単艦のまま水雷学校練習の役務にある間は海軍服装令施行細則第13条に基づく
- 1928年(昭和3年)10月26日(達第160号)

　・海軍服装令施行細則改定　
1. 第13条第2号例から「第○號駆逐艦」「第○潜水艦」を削る
2. 昭和3年11月1日から施行

- 1932年(昭和7年)6月1日(達第76号)

　・海軍服装令施行細則改定　第13条第3号2項 　海軍特別陸戦隊を加える
- 1933年(昭和8年)4月22日(達第49号)

　・海軍服装令施行細則改定　第13条第3号2項を駐満海軍部、臨時海軍防備隊、海軍特別陸戦隊に改める
- 1934年(昭和9年)6月25日(達第115号)

　・海軍服装令施行細則改定　第13条
1. 第1号に水雷隊を加える
2. 第2号に水雷艇を加える

- 1936年(昭和11年)10月2日(官房機密第2625号)

　・当分の間、特設航空隊(演習関係のものを除く)勤務は第5号の規定に拘らない(例：第十一航空隊)
- 1937年(昭和12年)6月1日(達第89号)

　・海軍服装令施行細則改定　第13条第3号の「海軍無線電信所」を「海軍通信隊」に改める
- 1940年(昭和15年)12月13日(達第293号)

　・海軍服装令施行細則改定　第13条
1. 第1号に「駆潜隊」を加える
2. 第2号に駆潜艇を加える
3. 第3号第2項「駐満海軍部」を削る

- 1941年(昭和16年)1月11日(達第3号)

　・海軍服装令施行細則第13条に拘らず次の通りとする
1. 艦船部隊(海兵団を除き特設艦船部隊、未成艦船含む)、官衙、学校に勤務する者　「大日本帝国海軍」
2. 海兵団に勤務する者　「〇〇海兵団」

　・昭和16年6月1日より施行
　・従来の兵軍帽の前章記号(海兵団のものを除く)は昭和16年7月31日までに各所管鎮守府の海軍軍需部に返納すること
- 1941年(昭和16年)5月7日(達第141号)

　・昭和16年達第3号改正
1. 附則第2項　当分の間、第1号に規定する者には艦船部隊上陸外出規則による上陸または外出の場合を除き従前の軍帽の前章記号を使用させる

- 1942年(昭和17年)1月31日(達第30号)

　・昭和16年達第3号改正
1. ・附則第2項に「第2号に規定する者は必要に応じて『大日本帝国海軍』記号のものを混用させる」を追加

1942年(昭和17年)10月30日(達第289号)
　・海軍服装令施行細則改定　第13条
1. 第3号中「要港部」を「警備府」に改め、第3号第2項から「臨時海軍防備隊」を削る

### 海上自衛隊
海上自衛隊の場合も旧海軍と同じく、所轄長の所属部隊が金箔押で記されている。
字は向かって左から右に書かれている(前身である保安庁警備隊も同様)他、数字はアラビア数字が用いられている。
例を挙げると「自衛艦しらせ」「第33護衛隊」「横須賀病院教育部」「呉総監部」「第４術科学校」などがある。
転勤のときのペンネントの取り扱いも、旧海軍と同様で、「海上自衛隊」のペンネントに換えて赴任し、新任地で所属部隊名の入った物を貸与される。